# Зиняк, Екатерина Николаевна
Екатерина Николаевна Зиняк (1934, Львовское воеводство, Польша) — доярка колхоза «Авангард» Добропольского района Сталинской области, Украинская ССР. Герой Социалистического Труда (1958).

## Биография
Родилась в 1934 году в крестьянской в семье в одном из сельских населённых пунктов Львовского воеводства, Польша. Со второй половины 1950-х годов — доярка в колхозе «Авангард» Добропольского района.
Ежегодно показывала высокие трудовые результаты по надою молока. В 1957 году первая из колхозных доярок стала получать от каждой фуражной коровы по 5 тысяч килограммов молока. Указом Президиума Верховного Совета СССР от 26 февраля 1958 года удостоена звания Героя Социалистического Труда за «особые заслуги в развитии сельского хозяйства и достижение высоких показателей по производству зерна, сахарной свёклы, мяса, молока и других продуктов сельского хозяйства и внедрение в производство достижений науки и передового опыта» с вручением ордена Ленина и золотой медали «Серп и Молот» (№ 7908).
После выхода на пенсию проживала в Донецкой области.